# Andrei Arkadjewitsch Klimow

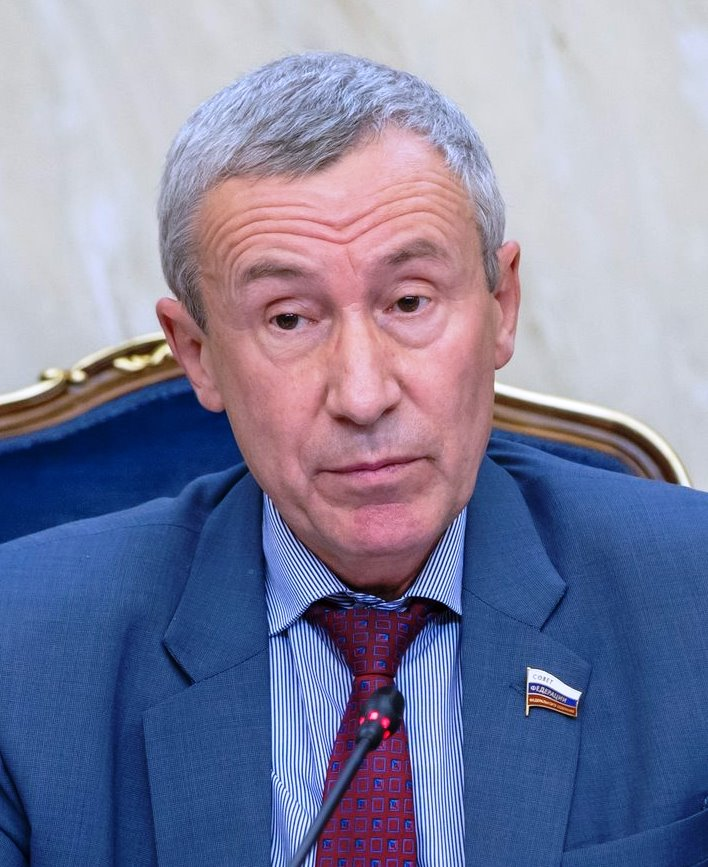
Andrei Arkadjewitsch Klimow

Andrei Arkadjewitsch Klimow (russisch Андрей Аркадьевич Климов; * 9. November 1954 in Molotow, heute Perm, RSFSR, UdSSR) ist ein russischer Politiker, Staatsmann und Mitglied des Föderationsrates seit 2012. 

## Leben
Klimow absolvierte 1976 ein Studium der Wirtschaftswissenschaften an der Staatlichen Universität Perm. 
Von Anfang der 1980er-Jahre bis 1992 arbeitete er an der Wirtschaftsfakultät der Staatlichen Universität Perm und durchlief dabei den Weg vom Assistenten bis zum Lehrstuhlinhaber.
Von 1994 bis 1999 war er Abgeordneter der Gesetzgebenden Versammlung der Region Perm. Anschließend saß er bis 2012 als Abgeordneter in der russischen Duma. 
Am 29. Oktober 2012 wurde Klimow in den Föderationsrat gewählt und bekleidet dort seitdem die Position des Stellvertreters des Ausschusses für internationale Beziehungen.
Wegen des russischen Angriffskrieges gegen die Ukraine steht Klimow seit März 2022 unter Sanktionen der westlichen Staaten.